# ژوراندیر
ژوراندیر ده فریتاس (پرتغالی: Jurandir de Freitas; ۱۲ نوامبر ۱۹۴۰ – ۶ مارس ۱۹۹۶) بازیکن فوتبال اهل برزیل بود.
از باشگاه‌هایی که در آن بازی کرده‌است می‌توان به باشگاه فوتبال کورینتیانس و باشگاه فوتبال سائو پائولو اشاره کرد.
وی همچنین در تیم ملی فوتبال برزیل بازی کرده‌است.